# Sokołowo (gromada w powiecie włocławskim)
Sokołowo – dawna gromada, czyli najmniejsza jednostka podziału terytorialnego Polskiej Rzeczypospolitej Ludowej w latach 1954–1972.
Gromady, z gromadzkimi radami narodowymi (GRN) jako organami władzy najniższego stopnia na wsi, funkcjonowały od reformy reorganizującej administrację wiejską przeprowadzonej jesienią 1954 do momentu ich zniesienia z dniem 1 stycznia 1973, tym samym wypierając organizację gminną w latach 1954–1972.
Gromadę Sokołowo z siedzibą GRN w Sokołowie utworzono – jako jedną z 8759 gromad na obszarze Polski – w powiecie włocławskim w woj. bydgoskim, na mocy uchwały nr 24/17 WRN w Bydgoszczy z dnia 5 października 1954. W skład jednostki weszły obszary dotychczasowych gromad Koszanowo, Markowo i Sokołowo ze zniesionej gminy Piaski oraz obszary dotychczasowych gromad Dębice, Gróbce i Humlin ze zniesionej gminy Śmiłowice w tymże powiecie. Dla gromady ustalono 23 członków gromadzkiej rady narodowej.
Gromadę zniesiono 31 grudnia 1961, a jej obszar włączono do gromad Kruszynek (wsie Dębice Kolonia, Markowo i Gróbce oraz miejscowości Markowo Kolonia, Sykuła, Koszanowo i Humlin), Kłobia (wieś Gołębin) i Stary Brześć (wsie Sokołowo, Sokołowo Parcele, Turowo i Manieczki oraz miejscowość Cegielnia Romaki) w tymże powiecie.